# Jabłoń niska
Jabłoń niska, rajska jabłoń (Malus pumila Mill.) – gatunek drzewa z rodziny różowatych. Występuje w klimacie umiarkowanym w południowej Europie, na Kaukazie. 

## Morfologia
Jest gatunkiem niezwykle zmiennym, polimorficznym, często dzielonym na wiele podgatunków i odmian.
PokrójNiskie drzewo o wysokości do 2 m, tworzy liczne odrosty korzeniowe nadające mu pokrój krzewiasty.
PędyMłode pędy są pokryte kutnerem.
LiśćKształt szerokoeliptyczny lub jajowaty o długości od 4,5-10 cm i szerokości 3-5,5 cm, u nasady zwykle szerokoklinowaty, na szczycie ostre, podwójnie lub nierównomiernie karbowanopiłkowaty, w młodym wieku obustronnie omszony w późniejszym wieku tylko spodem. Ogonki także omszone, zwykle krótkie (do 3 cm długości).
KwiatyBiałe, płatki na zewnątrz z różowym rumieńcem. Szypułki do 2,5 cm długości i podobnie kutnerowate jak kielich. Szyjka słupka prawie do połowy zrośnięta i tak samo wysoko omszona.
OwocKulistawy, obustronnie zagłębiony, średniej wielkości (około 2 cm średnicy), w kolorze żółtym, niekiedy także czerwonym.

## Zmienność
- M. pumila var. paradisiaca Schneid. – niska forma, najczęściej krzewiasta
- M. pumila var. mitis Dipp. – o dużych owocach, słodkich skąd też popularna nazwa jabłoń słodka
- M. pumila var. dasyphylla Borkh. – przez niektórych wyróżniana jako odrębny gatunek, o silnie kutnerowatych liściach i kwiatostanach
- M. pumila f. pendula Schneid. – ma duże owoce, dojrzewające jesienią, podobne do starej odmiany uprawnej 'Renety Landsberskiej'
- M. pumila f. translucens Schneid. – tworzy pełne kwiaty, a jej ozdobna odmiana 'Golden Gem' jest odporna na zarazę ogniową

## Zastosowanie
Sadzona jako roślina ozdobna. Rozmnażana jest wegetatywnie z odrostów korzeniowych lub sadzonek. Szlachetne odmiany jabłoni szczepione na jabłoni niskiej odznaczają się niskimi wymiarami oraz wczesnym i obfitym owocowaniem. 
Z odmian botanicznych M. pumila wyselekcjonowano cały szereg podkładek charakteryzujących się małą siłą wzrostu, które są podstawą współczesnego, intensywnego sadownictwa. Należą do nich m.in. wyselekcjonowane w angielskiej stacji badawczej East Malling - M9 (najpopularniejsza obecnie podkładka dla jabłoni na świecie), M4 czy M7 a także wyselekcjonowane w Merton Malling MM106, M26 i M27. Takie samo pochodzenie mają wyselekcjonowane w Instytucie Sadownictwa i Kwiaciarstwa w Skierniewicach polskie podkładki o symbolach P2 i P22.